# 国際海洋環境情報センター

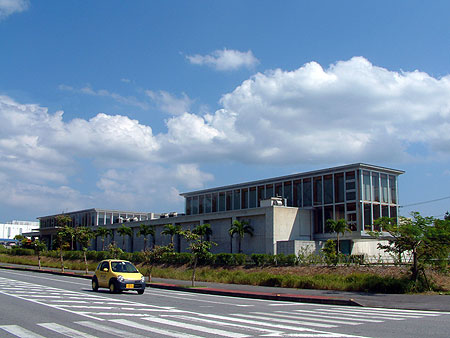
国際海洋環境情報センター

国際海洋環境情報センター（こくさいかいようかんきょうじょうほうせんたー、英:Global Oceanographic Data Center、略称:GODAC（ゴーダック）は、沖縄県名護市にある文部科学省所管の独立行政法人海洋研究開発機構（JAMSTEC）の施設である。

## 概要
国際海洋環境情報センター（GODAC）は国際的な海洋環境・地球環境の情報等に関するデータ、海洋研究開発機構（JAMSTEC）が保有する海洋・深海の研究・観測データや資料等（刊行物、論文）のデジタル化を行い、ITの活用を通して国際発信の拠点となっている。

## 海洋・深海研究データの提供機能

### 深海調査映像の配信
国際海洋環境情報センターのWEBページからは海洋研究開発機構（JAMSTEC）が所有する潜水調査船から撮影された深海調査映像やパノラマ画像を閲覧する事ができる。
- 潜水調査船一覧
  - 「しんかい2000（有人潜水調査船）」
  - 「しんかい6500（有人潜水調査船）」
  - 「ハイパードルフィン（深海無人探査機）」
  - 「ドルフィン-3K（深海無人探査機）」
  - 「ディープ・トウ(深海無人探査機)」
  - 「かいこう（深海無人探査機）」

### 刊行物、論文等の公開
海洋研究開発機構によって発行されている機関誌・広報誌などの刊行物や、海洋・深海研究に関する論文が電子化され公開されており、クルーズレポート等も見ることができる。

## データベース
- 深海映像・画像アーカイブス
- 文書カタログ
- BISMaL（海洋生物のデータベース）
- 深海調査データビューア
- 深海底岩石サンプルデータベース

## 利用開放ゾーン
国際海洋環境情報センター（GODAC）は一般人が利用可能な無料開放エリアを設けており、エリア内は深海・海洋に関する博物館と言える展示が行われている。展示物にはしんかい6500（有人潜水調査船）の模型や珍しい深海生物の標本もあり、3D映像による深海の疑似体験等も見られる。開放エリアを見学する際はスタッフも対応してくれる為、展示の内容について詳しい話を聞くことができる。

## イベント
年間に入場無料で各種のイベントが開催されており、様々なゲームや体験を楽しむことができる。
- GODAC施設一般公開
- ゴーダックセミナー
- 海洋教室
- うみの工作教室
- 名護さくら祭りへのブース出展
- 調査船一般公開

## 地域との関係性
名護さくら祭りや名護夏まつりの際に国際海洋環境情報センター（GODAC）のブース出展等が見られ、地域イベントで見かける事がある。また、学校や地域団体の見学、職場体験学習や各種研修等も受け入れ地域と密接に関わっているようである。
国際海洋環境情報センター（GODAC）の所在地、沖縄県名護市豊原は普天間基地移設問題の移設先として上がっている名護市辺野古がすぐ隣にあり、普天間基地移設問題が多少関係していた事も否めない。名護市政において普天間基地移設問題と雇用問題は切離せないものであり、辺野古が基地移設先に決まった後から、国、沖縄県、名護市は名護市民へ対して雇用促進という形で配慮を行っていたが、その一環で名護市豊原にはITの特区が設けられ、「みらい館」、「マルチメディア館」などの施設を作りIT企業の誘致を行い名護市の雇用促進を行った。国際海洋環境情報センター（GODAC）はマルチメディア館に隣接しており、海洋・深海研究の情報発信基地としてのIT的な役割からも見られる通り、同じような流れで誘致されたのではないかと見られている。